# Zapasy na Letnich Igrzyskach Olimpijskich 1976 – kategoria powyżej 100 kg w stylu klasycznym
Zmagania mężczyzn w wadze powyżej 100 kg to jedna z dziesięciu męskich konkurencji w zapasach w stylu klasycznym rozgrywanych podczas Letnich Igrzysk Olimpijskich 1976. Pojedynki w tej kategorii wagowej odbyły się w dniach 20 – 24 lipca.

## Klasyfikacja[2]
| Pozycja | Nazwisko             | Kraj              |
| ------- | -------------------- | ----------------- |
| 1       | Aleksandr Kołczinski | ZSRR              |
| 2       | Aleksandyr Tomow     | Bułgaria          |
| 3       | Roman Codreanu       | Rumunia           |
| 4       | Henryk Tomanek       | Polska            |
| 5       | Pete Lee             | Stany Zjednoczone |
| 6       | János Rovnyai        | Węgry             |
| 7       | Richard Wolff        | RFN               |
| .       | Einar Gundersen      | Norwegia          |
| 9       | Seiji Matsunaga      | Japonia           |
| 10      | Carlos Braconi       | Argentyna         |
| .       | Mamadou Sakho        | Senegal           |
| .       | Arne Robertsson      | Szwecja           |

## Zasady
Przyjęto zasadę punktów karnych, gdzie zdobycie sześciu punktów lub więcej eliminowało zawodnika z turnieju. Kolejność miejsc medalowych ustalona została w specjalnej rundzie finałowej, z udziałem trzech zawodników z najmniejszą liczbą takich punktów.
- TF — Łopatki
- DQ — Dyskwalifikacja za pasywność
- D1 — Dyskwalifikacja za pasywność, zwycięzca również był pasywny
- IN — Kontuzja przeciwnika
- TPP — Punkty karne razem
- MPP — Punkty karne pojedynku

## Punktacja
- 0 — Wygrana na łopatki, przewagę techinczną, pasywność, kontuzję
- 0.5 — Wygrana na punkty  (8-11 punktów różnicy)
- 1 — Wygrana na punkty  (1-7 punktów różnicy)
- 2 — Dyskwalifikacja za pasywność, zwycięzca również był pasywny
- 3 — Przegrana na punkty (1-7 punktów różnicy)
- 3.5 — Przegrana na punkty (8-11 punktów różnicy)
- 4 — Przegrana na łopatki, przewagę techiczną, pasywność, kontuzję

## Wyniki[3]

### Pierwsza runda
| TPP | MPP |                  | Wynik\|Czas |                      | MPP | TPP |
| --- | --- | ---------------- | ----------- | -------------------- | --- | --- |
| 4   | 4   | János Rovnyai    | DQ / 7:22   | Roman Codreanu       | 0   | 0   |
| 0   | 0   | Richard Wolff    | DQ / 5:00   | Arne Robertsson      | 4   | 4   |
| 4   | 4   | Mamadou Sakho    | DQ / 3:20   | Seiji Matsunaga      | 0   | 0   |
| 4   | 4   | Aleksandyr Tomow | TF / 1:14   | Pete Lee             | 0   | 0   |
| 4   | 4   | Henryk Tomanek   | TF / 2:40   | Aleksandr Kołczinski | 0   | 0   |
| 0   | 0   | Einar Gundersen  | DQ / 4:57   | Carlos Braconi       | 4   | 4   |

### Druga runda
| TPP | MPP |                      | Wynik\|Czas |                  | MPP | TPP |
| --- | --- | -------------------- | ----------- | ---------------- | --- | --- |
| 4   | 0   | János Rovnyai        | TF / 1:34   | Richard Wolff    | 4   | 4   |
| 0   | 0   | Roman Codreanu       | TF / 3:59   | Arne Robertsson  | 4   | 8   |
| 8   | 4   | Mamadou Sakho        | TF / 1:03   | Aleksandyr Tomow | 0   | 4   |
| 4   | 4   | Seiji Matsunaga      | DQ / 7:14   | Pete Lee         | 0   | 0   |
| 4   | 0   | Henryk Tomanek       | DQ / 6:54   | Einar Gundersen  | 4   | 4   |
| 0   | 0   | Aleksandr Kołczinski | TF / 0:48   | Carlos Braconi   | 4   | 8   |

### Trzecia runda
| TPP | MPP |                      | Wynik\|Czas |                  | MPP | TPP |
| --- | --- | -------------------- | ----------- | ---------------- | --- | --- |
| 8   | 4   | János Rovnyai        | DQ / 6:51   | Aleksandyr Tomow | 0   | 4   |
| 0   | 0   | Roman Codreanu       | DQ / 5:15   | Richard Wolff    | 4   | 8   |
| 4   | 4   | Pete Lee             | DQ / 8:35   | Henryk Tomanek   | 0   | 4   |
| 0   | 0   | Aleksandr Kołczinski | TF / 2:33   | Einar Gundersen  | 4   | 8   |

### Czwarta runda
| TPP | MPP |                      | Wynik\|Czas |                | MPP | TPP |
| --- | --- | -------------------- | ----------- | -------------- | --- | --- |
| 2   | 2   | Roman Codreanu       | D1 / 7:30   | Pete Lee       | 4   | 8   |
| 4   | 0   | Aleksandyr Tomow     | TF / 0:23   | Henryk Tomanek | 4   | 8   |
| 0   |     | Aleksandr Kołczinski |             | Bez walki      |     |     |

### Runda finałowa
Zaliczone pojedynki z wcześniejszych rund
| TPP | MPP |                      | Wynik\|Czas |                  | MPP | TPP |
| --- | --- | -------------------- | ----------- | ---------------- | --- | --- |
|     | 0   | Aleksandr Kołczinski | TF / 0:37   | Roman Codreanu   | 4   |     |
| 1   | 1   | Aleksandr Kołczinski | 12 - 6      | Aleksandyr Tomow | 3   |     |
| 8   | 4   | Roman Codreanu       | IN / 0:32   | Aleksandyr Tomow | 0   | 3   |